# Большое Грызлово
Большо́е Гры́злово — деревня в Серпуховском районе Московской области. В 1994 — 2006 годах была центром Балковского сельского округа.
В 1 километре от деревни Большое Грызлово расположен 
аэродром ФИНАМ (Большое Грызлово), на котором базируются самолеты и вертолеты Авиации общего назначения (АОН), а также малой авиации. На территории аэродрома расположены компании: Челавиа (полёты), Авиамастер (хранение, техническое обслуживание ВС).

## Население
| 2002 | 2006  | 2010  |
| ---- | ----- | ----- |
| 1203 | ↗1328 | ↘1259 |